# گیاه‌پارچ باکارنسیس
نیپنتیز باکارنسیس (نام علمی: Nepenthes bokorensis) نام یک گونه از سرده گیاه پارچ است.